# Tzanz
Tzanz (Hebreeuws: צאנז) is een chassidische beweging gevestigd in de Israëlische stad Netanya en in New York. De naam wordt in het Hebreeuws (en Jiddisch) geschreven als Tzanz, maar wordt uitgesproken als Sanz.
De oude beweging Tzanz is zo'n tachtig jaar geleden als onafhankelijke beweging opgehouden te bestaan; met de naam Tzanz wordt tegenwoordig bijna altijd de grootste opvolger Tzanz-Klausenburg bedoeld. Andere takken zijn Tzanz-Zmiegrod en Tzanz-Tschakave.

## Rebbes
De vorige rebbe besloot voor zijn overlijden om Klausenburg, dat inmiddels tot een grote beweging was uitgegroeid, te splitsen in een Amerikaans deel en een deel in het Heilige Land. Zijn twee oudste zoons werden de rebbes. De Amerikaanse tak en die uit Netanya staan in goed contact met elkaar.
- Groot Rabbijn Tzvi Elimelech Halberstam is de Tzanz-Klausenburger rebbe van Kiryat Tzanz, in Netanya, Israël.
- Groot Rabbijn Shmuel Dovid Halberstam is de Tzanz-Klausenburger rebbe van Boro Park, Brooklyn, New York.

## Laniado-ziekenhuis
De vorige Tzanz-Klausenburger Rebbe, Groot Rabbijn Yekusiel Yehudah Halberstam, had in de Shoah (Holocaust) zijn vrouw en kinderen verloren. Ook waren 85% van de Tzanz-Klausenburger chassidim omgekomen. Enkel de rebbe en 15% van zijn chassidim konden vluchten, en vestigden zich in Amerika. Hij wilde na de afgrijselijkheden van de Shoah iets goeds doen voor het gehele Joodse volk en stichtte daarom het Laniado-ziekenhuis in Netanya, waar al een aanzienlijke gemeenschap Tzanz-Klausenburger chassidim gevestigd was. Het ziekenhuis begon in 1975 met slechts weinig bedden en enkele afdelingen. Snel volgden meer afdelingen, en nu is het een volledig streekziekenhuis met alle reguliere afdelingen en ruim 400 bedden, gevestigd in een gloednieuw gebouw midden in de Tzanz-Klausenburger enclave Kiryat Tzanz, een wijk van Netanya. De rebbe, die in de jaren 80 vanuit Amerika naar Kiryat Tzanz verhuisde, was tot zijn overlijden in 1994 voorzitter van de raad van bestuur van het ziekenhuis. Nu bekleedt zijn zoon, rebbe Tzvi Elimelech, die functie.

### Financiën
Omdat het Laniado-ziekenhuis officieel een privéziekenhuis is, krijgt het geen overheidssubsidie. Het is het enige ziekenhuis in de stad Netanya, met ruim 200.000 inwoners. Het ziekenhuis wordt gefinancierd door middel van donaties van rijke Joden in Amerika en de rekeningen die patiënten (of hun ziektekostenverzekeraars) betalen. Maar het ziekenhuis rekent ook op vele honderden vrijwilligers, veelal Tzanz-Klausenburger chassidim, en betaalt relatief lage salarissen aan de werknemers. Patiënten die geen geld hebben om hun behandeling te betalen wanneer hun verzekering die niet dekt, hoeven niet te betalen. Het ziekenhuis maakt geen enkel onderscheid tussen Joden en niet-Joden; ook Arabische Israëli's zijn er welkom.

### Baanbrekend werk
Het ziekenhuis heeft een leidinggevende naam in het onderzoek in o.a. de richtingen orthopedie, infectieziekten en hematologie.

### Spoedeisende hulp
Als enig ziekenhuis in Netanya met 200.000 inwoners biedt het Laniado-ziekenhuis ook de enige spoedeisende hulp-afdeling. Deze afdeling, waar verschillende keren grote aantallen terreurslachtoffers behandeld moesten worden (zoals na de bloedige aanslag op het Park Hotel in april 2002, waarbij 28 doden en ruim honderd gewonden vielen: 60 gewonden, waaronder 15 kritiek gewonden, werden in het Laniado-ziekenhuis opgevangen), is onlangs uitgebreid en behandelt zo'n 55.000 patiënten per jaar.